# 英格勒姆里奇 (密蘇里州)
英格勒姆里奇（英語：Ingram Ridge）是位於美國密蘇里州佩米斯科特縣的非建制地區。

## 地理
英格勒姆里奇所處的海拔為高於海平面82米（即269英呎），而該地所採用的時區為UTC-6，即北美中部時區（CST）。同時該地設有夏令時間，為UTC-6調快一小時，即UTC-5（CDT）。